# Hilary Lachs
Jan Hilary Lachs (ur. 15 listopada 1881 w Warszawie, zm. 1942 w Treblince) – polski fizykochemik żydowskiego pochodzenia.

## Życiorys
Był synem Bernarda warszawskiego kupca, do 12 roku życia posługiwał się wyłącznie językiem jidysz. W 1902 uzyskał świadectwo maturalne w II Gimnazjum Rządowym w Warszawie. Studia z zakresu chemii rozpoczął w Wyższej Szkole Technicznej w Karlsruhe, w latach 1904–1905 studiował na uniwersytecie w Lipsku. Uczęszczał na wykłady prof. Wilhelma Ostwalda Z Lipska przeniósł się na uniwersytet w Heidelbergu, gdzie studiował pod kierunkiem prof. Georga Brediga. Pod jego kierunkiem napisał rozprawę doktorską z zakresu kinetyki chemicznej Adiabatische und simultane Reaktionskinetik des Diazoessigesters. Stopień doktora uzyskał w 1910 roku. 
W 1911 roku wyjechał do Berlina i znalazł zatrudnienie w Pracowni Biologicznej Szpitala Miejskiego, kierowanej przez prof. Leonora Michaelisa. W pracowni tej prowadził badania nad adsorpcją soli neutralnych. W 1912 roku powrócił do Warszawy. Przez rok pracował w Akademii Rolniczej w Dublanach jako asystent prof. Jana Zawidzkiego. Wykładał chemię fizyczną na Wydziale Przyrodniczym Towarzystwa Kursów Naukowych w Warszawie (1913–1918) tworząc i prowadząc także Pracowni Radiologiczną Towarzystwa Naukowego Warszawskiego. W końcu 1918 zgłosił się na ochotnika do tworzącego się Wojska Polskiego. Służył na własne życzenie w armii polskiej jako szeregowiec mimo posiadania cenzusu naukowego, który dawał mu możliwość uzyskania wyższego stopnia wojskowego. Przez kilka miesięcy odbywał służbę w jednostce łączności, wykorzystując swoją wiedzę z zakresu techniki i nauk ścisłych. 6 marca 1920 roku wystosował do Rady Wydziału Filozoficznego Uniwersytetu Jagiellońskiego pismo z prośbą o dopuszczenie go do przewodu habilitacyjnego. Kolokwium habilitacyjne odbyło się 30 czerwca 1920 Lachs wygłosił wykład Pojęcie pierwiastka i atomu w świetle nowszych badań. Po zatwierdzeniu habilitacji 29 października 1920 roku uzyskał stopień docenta chemii fizycznej i elektrochemii. Rozpoczął pracę na Uniwersytecie Jagiellońskim jako docent. 
W niepodległej Polsce w latach 1920–1923 wykładał na Wolnej Wszechnicy Polskiej w Warszawie. W latach 1925–1938 wykładał na Oddziale Farmaceutycznym Wydziału Filozoficznego Uniwersytetu Jagiellońskiego chemię fizyczną i nieorganiczną. Prowadził badania głównie w dziedzinie katalizy, koloidów i związków wielkocząsteczkowych. W latach 30. był doradcą naukowym Tomaszowskiej Fabryki Sztucznego Jedwabiu. Część swoich badań nad adsorpcją powiązał z pracą nad barwnikami, właściwościami celulozy i jej przetwarzaniem przy produkcji tworzyw sztucznych.
Podczas II wojny światowej został przesiedlony do getta warszawskiego, gdzie nadal prowadził działalność naukowo-dydaktyczną. Pracował w Instytucie Badań Środków Żywności, a także wykładał chemię i fizykę na tajnych kursach medycznych Juliusza Zweibauma; wchodził w skład Rady Wydziału tychże kursów. W jednej z aptek zorganizował pracownię chemiczną, by oprócz przygotowywania medykamentów prowadzić działalność badawczą. W lipcu 1942 w Warszawie został ujęty w ulicznej łapance podczas przejścia przez ulicę Leszno i wysłany na Umschlagplatz. Został wywieziony do obozu zagłady w Treblince i tam stracony.